# トニ・モジャ
アントニオ・"トニ"・モジャ・ベガ（Antonio "Toni" Moya Vega、1998年3月20日 - ）は、スペイン・エストレマドゥーラ州メリダ出身のサッカー選手。レアル・サラゴサ所属。ポジションはMF。

## クラブ経歴
エストレマドゥーラ州のメリダに生まれたが、育ちはバレアレス諸島のマヨルカ島である。2013年にRCDマヨルカからアトレティコ・マドリードのカンテラに移り、2016-17シーズンにBチームデビューを果たした。
2017年10月25日、コパ・デル・レイのエルチェCF戦にて、後半の頭からケイディ・バレとの交代でトップチームデビューを飾った。翌年4月1日のデポルティーボ・ラ・コルーニャ戦ではラ・リーガデビューも達成した。
2021年6月1日、8年を過ごしたアトレティコ・マドリードを離れ、デポルティーボ・アラベスに2年契約で加入した。
2023年7月6日、フリーでレアル・サラゴサに加入し、2年契約を結んだ。